# Jan Przybyłowski (1917–1951)

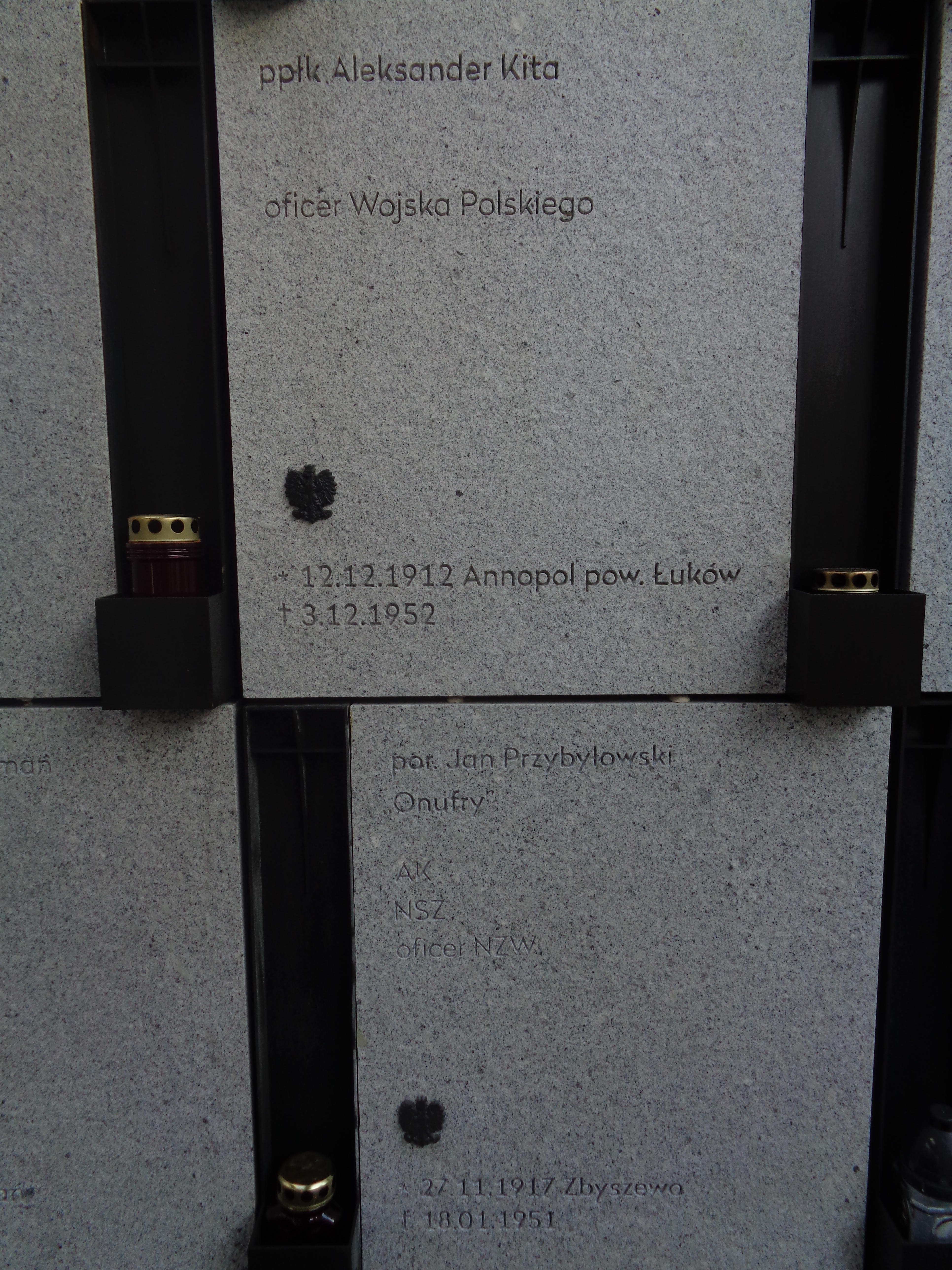
Grób Jana Przybyłowskiego na Cmentarzu Wojskowym na Powązkach

Jan Przybyłowski pseud. „Onufry” (ur. 27 listopada 1917 w Zbyszewie, zm. 18 stycznia 1951 w Warszawie) – polski żołnierz podziemia niepodległościowego w czasie II wojny światowej oraz powojennego podziemia antykomunistycznego, oficer Narodowego Zjednoczenia Wojskowego (porucznik).

## Życiorys
Pochodził ze Zbyszewa koło Lipna, gdzie przyszedł na świat jako syn Józefa i Kazimiery z domu Matuszewskiej. Od 1938 służył jako ochotnik w 67 pułku piechoty w Brodnicy, gdzie ukończył także szkołę podoficerską w stopniu kaprala. Po wybuchu II wojny światowej brał udział w polskiej wojnie obronnej września 1939 w trakcie której dostał się do niewoli niemieckiej. Początkowo przebywał w obozie jenieckim, a następnie na robotach przymusowych z których zbiegł w 1942. Po ucieczce zaangażował się w działalność konspiracyjną w ramach Polskiej Organizacji Zbrojnej. Po scaleniu z AK, pełnił funkcję dowódcy oddziału dywersyjnego w powiecie lipnowskim. 
Na wiosnę 1945 zaangażował się w organizację podziemia antykomunistycznego. Wraz ze Stefanem Bronarskim ps. „Liść” w marcu tegoż roku organizował oddziały samoobrony. Był członkiem Narodowego Zjednoczenia Wojskowego. Od połowy 1946 był członkiem sztabu 11 Grupy Operacyjnej NSZ, zaś od początku 1948 po jej rozbiciu był członkiem sztabu i szefem wywiadu XXIII Okręgu NZW 
Aresztowany 26 września 1948, został skazany na trzykrotną karę śmierci, wyrokiem Wojskowego Sądu Rejonowego w Warszawie z 3 lipca 1950. Jan Przybyłowski został stracony w więzieniu mokotowskim przy ul. Rakowieckiej w Warszawie w dniu 18 stycznia 1951. Jego szczątki odnaleziono w 2017 podczas prac ekshumacyjnych w tzw. Kwaterze „Ł” („Na Łączce”) na Cmentarzu Wojskowym na Powązkach w Warszawie. 4 października 2018, Instytut Pamięci Narodowej oficjalnie poinformował o zidentyfikowaniu szczątków Jana Przybyłowskiego.
Został pochowany na Cmentarzu Wojskowym na Powązkach w Warszawie w Panteonie – Mauzoleum Wyklętych-Niezłomnych.